# Adrian Iencsi
Adrian Mihai Iencsi (Piatra Neamţ, Rumanía, 15 de marzo de 1975) es un futbolista rumano, se desempeña como defensa y actualmente juega en el FCM Târgu Mureş.

## Clubes
| Club                     | País    | Año         |
| ------------------------ | ------- | ----------- |
| FC Ceahlăul Piatra Neamţ | Rumanía | 1993 - 1996 |
| Rapid de Bucarest        | Rumanía | 1997 - 2004 |
| FC Spartak de Moscú      | Rusia   | 2004 - 2006 |
| FC Ceahlăul Piatra Neamţ | Rumanía | 2006 - 2007 |
| Apollon Limassol         | Chipre  | 2007 - 2008 |
| Kapfenberger SV          | Austria | 2008 - 2009 |
| Rapid de Bucarest        | Rumanía | 2009 - 2010 |
| SC Concordia Chiajna     | Rumanía | 2010        |
| FCM Târgu Mureş          | Rumanía | 2011 -      |

- Datos: Q373200